# De la hoya
De la hoya è un singolo del rapper statunitense Don Toliver pubblicato il 17 aprile 2020.

## Tracce
1. De la hoya – 2:35